# 圣谢夫
圣谢夫（法語：Saint-Chef，法語發音：[sɛ̃ ʃɛf]）是法国伊泽尔省的一个市镇，属于拉图尔迪潘区。

## 地理
圣谢夫（45°38'2"N, 5°21'57"E）面积27.16 平方千米，位于法国奥弗涅-罗讷-阿尔卑斯大区伊泽尔省，该省份为法国东南部内陆省份，北起顺时针与安省、萨瓦省、上阿尔卑斯省、德龙省、阿尔代什省、卢瓦尔省和罗讷省。
与圣谢夫接壤的市镇（或旧市镇、城区）包括：圣萨万、萨拉尼翁、塞尔梅里约、特雷普、维尼约、蒙卡拉、圣伊莱尔德布朗。

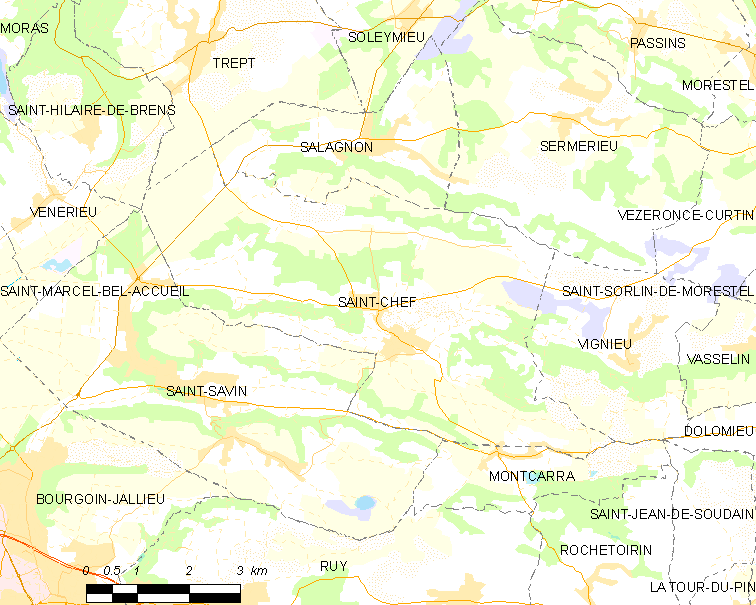
圣谢夫的OSM定位图

圣谢夫的时区为UTC+01:00、UTC+02:00（夏令时）。

## 行政
圣谢夫的邮政编码为38890，INSEE市镇编码为38374。

## 政治
圣谢夫所属的省级选区为布尔关雅略县。

## 人口

1962-2008年间圣谢夫人口变化图示

圣谢夫于2022年1月1日时的人口数量为3910人。

## 友好城市
- 瑞士 萊穆雷（1982年）
- 加拿大 孔特勒克尔（英语：孔特勒克尔）（1993年）